# Тейлор, Ронни
Ронни Тейлор (англ. Ronnie Taylor; 27 октября 1924, Хампстед, Лондон, Англия — 3 августа 2018) — английский кинооператор. Лауреат премии «Оскар» за лучшую операторскую работу в фильме «Ганди».

## Биография
Родился 27 октября 1924 года в Хампстеде, Англия. В 1939 году окончил школу и поступил в колледж где стал изучать радиосвязь. С 1943 года начал работать в качестве помощника оператора, с 1962 года начал самостоятельную карьеру. В роли помощника оператора работал на фильмах «О, что за чудесная война», «Барри Линдон» и «Звёздные войны. Эпизод IV: Новая надежда». Известен по работе в фильмах «Клич свободы», «Кордебалет» и «Ганди» режиссёра Ричарда Аттенборо. Последней работой Тейлора стал фильм 2001 года «Без сна» режиссёра Дарио Ардженто, после съёмок которого он ушёл на пенсию.
Член Британского общества кинооператоров.

## Избранная фильмография
- 1975 — Томми / Tommy (реж. Кен Расселл)
- 1982 — Ганди / Gandhi (реж. Ричард Аттенборо)
- 1983 — Собака Баскервилей / The Hound of the Baskervilles (реж. Дуглас Хикокс)
- 1983 — Чемпионы / Champions (реж. Джон Ирвин)
- 1984 — Интриганка / Master of the Game (1 серия, реж. Кевин Коннор)
- 1985 — Кордебалет / A Chorus Line (реж. Ричард Аттенборо)
- 1987 — Ужас в опере / Opera (реж. Дарио Ардженто)
- 1987 — Клич свободы / Cry Freedom (реж. Ричард Аттенборо)
- 1989 — Эксперты / The Experts (реж. Дейв Томас)
- 1989 — Море любви / Sea Of Love (реж. Харолд Беккер)
- 1991 — Попкорн / Popcorn (реж. Марк Хэрриер)
- 1993 — Эпоха вероломства / Age of Treason (реж. Кевин Коннор)
- 1994 — Тень безумия / Shadow Of Obsession (реж. Кевин Коннор)
- 1998 — Призрак Оперы / Il Fantasma dell’opera (реж. Дарио Ардженто)

## Награды и номинации
- Лауреат премии «Оскар» за лучшую операторскую работу в 1983 году совместно с Билли Уильямсом за фильм «Ганди»[7]
- Премия BAFTA за лучшую операторскую работу
  - номинировался в 1983 году совместно с Билли Уильямсом за фильм «Ганди»[8]
  - номинировался в 1988 году за фильм «Клич свободы»[9]
- Лауреат премии Британского общества кинооператоров в 1982 году совместно с Билли Уильямсом за фильм «Ганди»[10]